# دين كورنيليوس
دين كورنيليوس (بالإنجليزية: Dean Cornelius)‏ هو لاعب كرة قدم بريطاني، ولد في 11 أبريل 2001 في بلزهيل ‏ في المملكة المتحدة. لعب مع نادي ماذرويل.

## وصلات خارجية
- دين كورنيليوس على موقع قاعدة بيانات كرة القدم.إي يو (الإنجليزية)
- دين كورنيليوس على موقع Soccerbase.com (لاعب) (الإنجليزية)
- دين كورنيليوس على موقع Soccerway.com (الإنجليزية)